# Nefertari
Nefertari (1292-1255 p.n.e.) – żona faraona Ramzesa II z XIX dynastii, posiadająca znaczną niezależność i władzę. Była pierwszą, najwyższą żoną Ramzesa II z jego czterech „Wielkich Małżonek Królewskich”, na co dowodem jest jej okazały grobowiec (QV66) w Dolinie Królowych oraz świątynia na jej cześć w Abu Simbel.

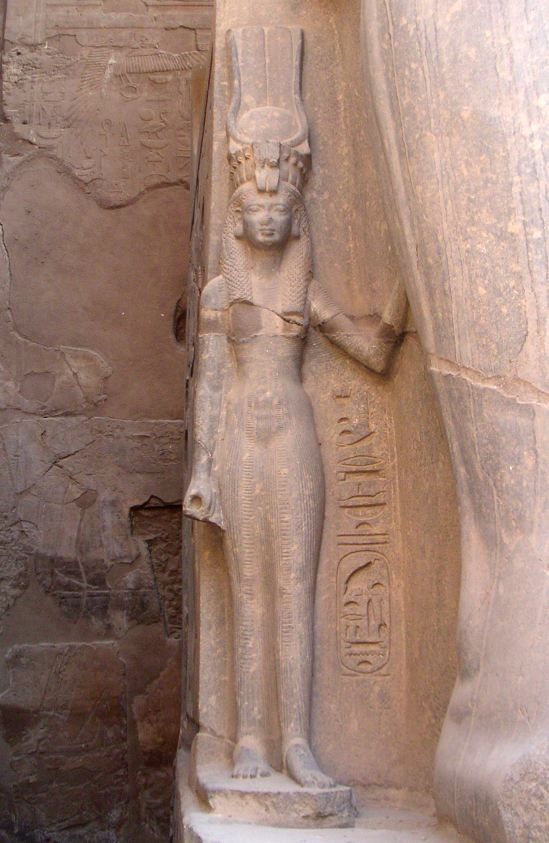
Nefertari w Luksorze

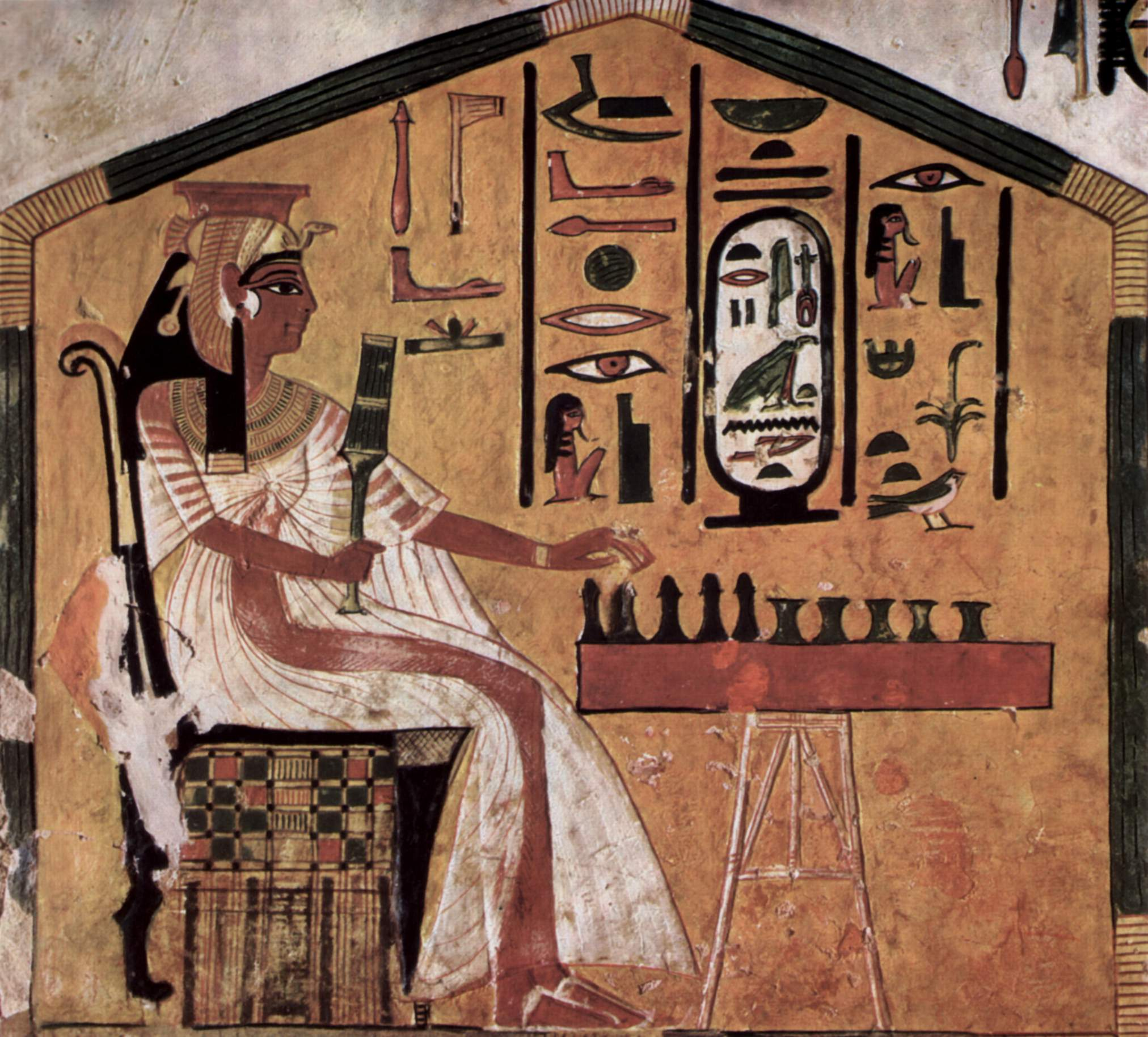
Nefertari grająca w senet

## Pochodzenie i status
Pochodzenie Nefertari jest nieznane, prócz tego, iż pochodziła z rodziny szlacheckiej. Według niektórych hipotez mogła być córką lub wnuczką księcia Nakthmina, syna faraona Aja lub królowej Mutnedżmet. Wysoki status Nefertari potwierdzają malowidła, na których zawsze przedstawiana jest w orszaku faraona (w podróży do Nubii z okazji inauguracji budowy świątyni Abu Simbel, poświęconej Hathor i samej Nefertari). Na malowidłach przedstawiana jest na równi z Ramzesem, podczas gdy inne jego żony, uwidaczniane są w okolicy kolan faraona, a ich postacie są namalowane w mniejszych rozmiarach, co wyraża ich niższy status.
W Górnym Egipcie była najwyższą z czterech „głównych żon” oraz sześciu żon drugorzędnych Ramzesa II. W Dolnym Egipcie była nią Isetnofret.
Jak wynika z inskrypcji oraz malowideł z grobowca Nefertari, jej związek z Ramzesem był nie tylko związkiem opartym o korzyści polityczne oraz mającym na celu umocnienie sojuszów, lecz przede wszystkim oparty był na związku emocjonalnym. Poetyckie strofy Ramzesa na ścianach jej komory grobowej mówią: ...moja miłość jest wyjątkowa, nikt nie może z nią rywalizować, bo jest najpiękniejsza spośród żyjących, wprost skradła moje serce...

## Imiona i tytuły
|                      |     |     |     |               |                |
| \| \| \| \| \| \| \| |     |     |     |               |                |
|                      |     |     |     |               |                |
| X1                   | G15 | F35 | M17 | X1 · D21 · Z4 | N35 · N36 · X1 |

| X1 | G15 | F35 | M17 | X1 · D21 · Z4 | N35 · N36 · X1 |

|                      |     |     |     |               |                |
| \| \| \| \| \| \| \| |     |     |     |               |                |
|                      |     |     |     |               |                |
| X1                   | G15 | F35 | M17 | X1 · D21 · Z4 | N35 · N36 · X1 |

| X1 | G15 | F35 | M17 | X1 · D21 · Z4 | N35 · N36 · X1 |

|                      |     |     |     |               |                |
| \| \| \| \| \| \| \| |     |     |     |               |                |
|                      |     |     |     |               |                |
| X1                   | G15 | F35 | M17 | X1 · D21 · Z4 | N35 · N36 · X1 |

| X1 | G15 | F35 | M17 | X1 · D21 · Z4 | N35 · N36 · X1 |

|                      |     |     |     |               |                |
| \| \| \| \| \| \| \| |     |     |     |               |                |
|                      |     |     |     |               |                |
| X1                   | G15 | F35 | M17 | X1 · D21 · Z4 | N35 · N36 · X1 |

| X1 | G15 | F35 | M17 | X1 · D21 · Z4 | N35 · N36 · X1 |

Nefertari w języku egipskim oznacza Piękna-dla-której-wstaje-Słońce.
Jej pełne imię brzmiało Nefertari-Mery-en-Mut (Mut była boginią poślubioną Amonowi), co oznacza Nefertari-ukochana-przez-Mut.

## Dzieci
Nefertari urodziła Ramzesowi czterech synów i dwie córki (oraz prawdopodobnie jeszcze trzy córki):
- Książę Amonherchopszef (1. syn Ramzesa), dowódca wojsk Faraona,
- Książę Pareherwenemef (3. syn Ramzesa),
- Książę Merire (11. syn Ramzesa),
- Książę Meriatum (16. syn Ramzesa), Wielki kapłan Heliopolis,
- Księżniczka Meritamon (4. córka Ramzesa), kapłanka Hathor,
- Księżniczka Henuttawy,
- Księżniczka Beketmut (?)
- Księżniczka Nefertari (?)
- Księżniczka Nebettawy (?)

Żaden z jej synów nie odziedziczył władzy po ojcu – ponieważ żaden z nich go nie przeżył. Następcą Ramzesa II został syn Isetnofret, Merenptah.